# 966 Muschi
966 Muschi este un asteroid din centura principală, descoperit pe 9 noiembrie 1921, de Walter Baade.